# ТЭЦ Иновроцлав
ТЭЦ Иновроцлав – теплоэлектроцентраль в центральной части Польши, за четыре десятка километров на юго-восток от Быдгоща.
Еще с 1879 года в Иновроцлаве действует содовый завод, который на данный момент принадлежит компании Soda Ciech. Для обеспечения своих энергетических потребностей он имеет свою ТЭЦ, на которой по состоянию на конец 2010-х годов работали четыре угольных паровых котла типа ОР-110 производства Steinmőller-Lentjes, введенные в эксплуатацию в 1977–1979 годах. От них питались три турбины с противодавлением — две мощностью по 13,2 МВт и одна с показателем 11 МВт. Последняя стала действовать в 2015 году и была поставлена брненской компанией Ekol.